# Борсук Анжела Михайлівна
Анжела Михайлівна Борсук (29 серпня, 1967, Херсон) — українська, пізніше ізраїльська шахістка.

## Життєпис
До 1999 року Анжела представляла Україну. 
За період 2000—2014 років Анжела Борсук зіграла за жіночу збірну Ізраїлю в тринадцяти командних турнірах, зокрема: шахових олімпіадах — 7 разів (2000—2008, 2012—2014), та командних чемпіонатах Європи — 6 разів (1999, 2005—2013). На командних чемпіонатах Європи шахістка двічі виграла срібну медаль в особистому заліку: у 1999 року серед шахісток, які виступали на першій резервній, та у 2005 року — на другій шахівниці.
Станом на 2018 рік Анжела Борсук працює в Ізраїлі шаховим тренером.

## Зміни рейтингу
| На цьому місці має відображатися графік чи діаграма, однак з технічних причин його відображення наразі вимкнено. Будь ласка, не видаляйте код, який викликає це повідомлення. Розробники вже працюють для того, щоби відновити штатне функціонування цього графіка або діаграми. | |
| | На цьому місці має відображатися графік чи діаграма, однак з технічних причин його відображення наразі вимкнено. Будь ласка, не видаляйте код, який викликає це повідомлення. Розробники вже працюють для того, щоби відновити штатне функціонування цього графіка або діаграми. |